# ОФК куп нација 2024.
ОФК куп нација 2024. (службени назив: 2024 OFC Men's Nations Cup) је једанаести по реду ОФК куп нација који се одржава под покровитељством Фудбалске конфедерације Океаније. Првенство ће се одржати од 15. до 30. јуна 2024. године у Фиџију и Вануату.
Бранилац титуле из 2016. године је Нови Зеланд. ОФК куп нација 2020. је отказан због Пандемије ковида 19.
Шампион је по шести пут постао Нови Зеланд који је у финалу победио домаћина, Вануату 3:0.

## Избор домаћина
Иако је Нови Зеланд изабран за домаћина финалног турнира 2020. године који је на крају отказан, у децембру 2023. је објављено да ће се турнир 2024. одржати у Вануату.
Првобитно су утакмице требале да се играју на фудбалском стадиону у Луганвилу, другом по величини граду у Вануту. Због неизвесности око летова, утакмице су пребачене на Freshwater Stadium у Порт Вили у Вануату и HFC Bank Stadium у Суви на Фиџију.

## Стадиони
| Порт Вила | Сува |
| --------- | ---- |
|           |      |
|           |      |

## Репрезентације
На квалификационом турниру у Тонги, три најслабије рангиране екипе у последњем издању турнира 2016. године (јер се Америчка Самоа није пријавила), играле су свака са сваком један меч, где се победник пласирао на завршни турнир. Победник турнира била је репрезентација Самое.
Уз Самоу која се пласирала након квалификација, седам репрезентација се квалификовало на основу пласмана са прошлог купа нација 2016. године.
Нова Каледонија је 5. јуна 2024. године објавила да се повлачи са турнира због озбиљне кризе у земљи.
| - Вануату - Нова Каледонија - Нови Зеланд - Папуа Нова Гвинеја | - Соломонова Острва - Тахити - Фиџи - Самоа |

## Групна фаза такмичења
Учествује седам репрезентација подељених у две групе са по три и четири репрезентације. Две најбоље пласиране репрезентације из сваке групе пролазе у полуфинале. 

### Група А
|    | Табела            | И | Д | Н | И | ДГ | ПГ | ГР | Бод. |
| -- | ----------------- | - | - | - | - | -- | -- | -- | ---- |
| 1. | Нови Зеланд       | 2 | 2 | 0 | 0 | 7  | 0  | +7 | 6    |
| 2. | Вануату           | 2 | 1 | 0 | 1 | 1  | 4  | -3 | 3    |
| 3. | Соломонова Острва | 2 | 0 | 0 | 2 | 0  | 4  | -4 | 0    |

| Соломонова Острва | 0:1      | Вануату    |
| ----------------- | -------- | ---------- |
|                   | Извештај | Тангис 72’ |

| Нови Зеланд                     | 3:0      | Соломонова Острва |
| ------------------------------- | -------- | ----------------- |
| Вејн 6’, 11’ · Барбарусес 45+4’ | Извештај |                   |

| Вануату | 0:4      | Нови Зеланд                                      |
| ------- | -------- | ------------------------------------------------ |
|         | Извештај | Мата 10’ · Калтак 27’ (аг.) · Џаст 63’ · Олд 78’ |

### Група Б
|    | Табела             | И | Д | Н | И | ДГ | ПГ | ГР  | Бод. |
| -- | ------------------ | - | - | - | - | -- | -- | --- | ---- |
| 1. | Фиџи               | 3 | 3 | 0 | 0 | 15 | 2  | +13 | 9    |
| 2. | Тахити             | 3 | 1 | 1 | 1 | 3  | 2  | +1  | 4    |
| 3. | Папуа Нова Гвинеја | 3 | 1 | 1 | 1 | 4  | 7  | -3  | 4    |
| 4. | Самоа              | 3 | 0 | 0 | 3 | 2  | 13 | -11 | 0    |

| Тахити                   | 2:0      | Самоа |
| ------------------------ | -------- | ----- |
| Дегрумеле 4’ · Техау 28’ | Извештај |       |

| Папуа Нова Гвинеја | 1:5      | Фиџи                                                    |
| ------------------ | -------- | ------------------------------------------------------- |
| Семи 88’           | Извештај | Бег 2’ · Дан 43’, 52’ · Комолонг 55’ (аг.) · Кришна 64’ |

| Папуа Нова Гвинеја | 1:1      | Тахити        |
| ------------------ | -------- | ------------- |
| Пол 25’            | Извештај | Дегрумеле 15’ |

| Самоа         | 1:9      | Фиџи |
| ------------- | -------- | --- |
| Сализбури 25’ | Извештај | Хјуз 3’, 61’ · Дан 38’ · Кришна 45+3’ (пен.), 53’ (пен.) · Баравилала 64’ · Бег 67’ · Догалалу 83’, 89’ |

| Самоа       | 1:2      | Папуа Нова Гвинеја  |
| ----------- | -------- | ------------------- |
| Треинор 67’ | Извештај | Семи 26’ · Кепо 67’ |

| Фиџи              | 1:0      | Тахити |
| ----------------- | -------- | ------ |
| Кришна 26’ (пен.) | Извештај |        |

## Елиминациона фаза

### Полуфинале
| Нови Зеланд                                       | 5:0      | Тахити |
| ------------------------------------------------- | -------- | ------ |
| Сурман 7’ · Вејн 45’, 53’ · Барбарусес 45+3’, 72’ | Извештај |        |

| Фиџи          | 1:2      | Вануату                   |
| ------------- | -------- | ------------------------- |
| Кавуилађи 45’ | Извештај | Спокејџек 12’ · Томас 12’ |

### Утакмица за бронзану медаљу
| Тахити         | 2:1      | Фиџи       |
| -------------- | -------- | ---------- |
| Техау 72’, 83’ | Извештај | Кришна 58’ |

### Утакмица за златну медаљу
| Нови Зеланд                          | 3:0      | Вануату |
| ------------------------------------ | -------- | ------- |
| Ховисон 2’ · Рендел 83’ · Мата 90+2’ | Извештај |         |

| Победник ОФК куп нација 2024. |
| Нови Зеланд Шеста титула      |